# Kamen Rider G
Kamen Rider G (仮面ライダーG, Kamen Raidā Jī, Masked Rider G) là một chương trình truyền hình Tokusatsu đặc biệt dựa trên chương trình truyền hình SmaSTATION của nhóm nhạc nam Nhật Bản "SMAP" vào ngày 31 tháng 1 năm 2009. Được sản xuất cùng với Công ty Toei, TV Asahi và Ishimori Productions, năm thứ 50 đặc biệt của TV Asahi được phát sóng cũng như hoạt động như một tác phẩm quảng cáo cho sê-ri Heisei Kamen Rider thứ 10, Kamen Rider Decade.

## Cốt truyện
Goro là một người bạn cùng thời biến thành Kamen Rider G để chiến đấu với đơn vị chống khủng bố cũ là Shadow, người đã bắt và tẩy não anh ta thành một người lính, trước khi đơn vị này bị hạ hỏa do sử dụng người bị bắt cóc làm siêu năng lực. Trong một cuộc đột kích tại TV Asahi do Daidō Oda dẫn đầu, người yêu cầu thả nhà lãnh đạo bị cầm tù của họ, Seizan Tokugawa, Goro gặp bạn gái Eri Hinata. Cô chạy theo trí nhớ của anh ta và anh ta tấn công các đồng đội cũ của mình trong khi đưa Eri ra khỏi con đường bị hại. Điều này khiến Oda tiết lộ hình dạng thực sự của mình là Phylloxera Worm trong khi thuộc hạ của anh biến thành Acarina Worm, Subst Worm, Brachypelma Worm Viridis và Cochlea Worm để cố gắng tiêu diệt kẻ phản bội. Sau một cuộc chiến kéo dài khắp thành phố và vùng nông thôn, G tìm cách đánh bại Phylloxera Worm nhờ vào sự khích lệ của Decade và 9 Heisei Kamen Rider chính khác xuất hiện trước mặt anh ta. Chạy đi, Goro thề sẽ cứu thế giới khỏi Shadow trước khi trở về với Eri.
Movie:Kamen Rider Zio: Over Quartzer
Kamen Rider G xuất hiện cùng Kamen Rider Zangetsu Kachidoki Arms,Kamen Rider Brain,Kamen Rider Kuuga (phiên bản manga 2015) và Kamen Sentai Gorider để đánh với những Kasshine.